# Theo Sanders

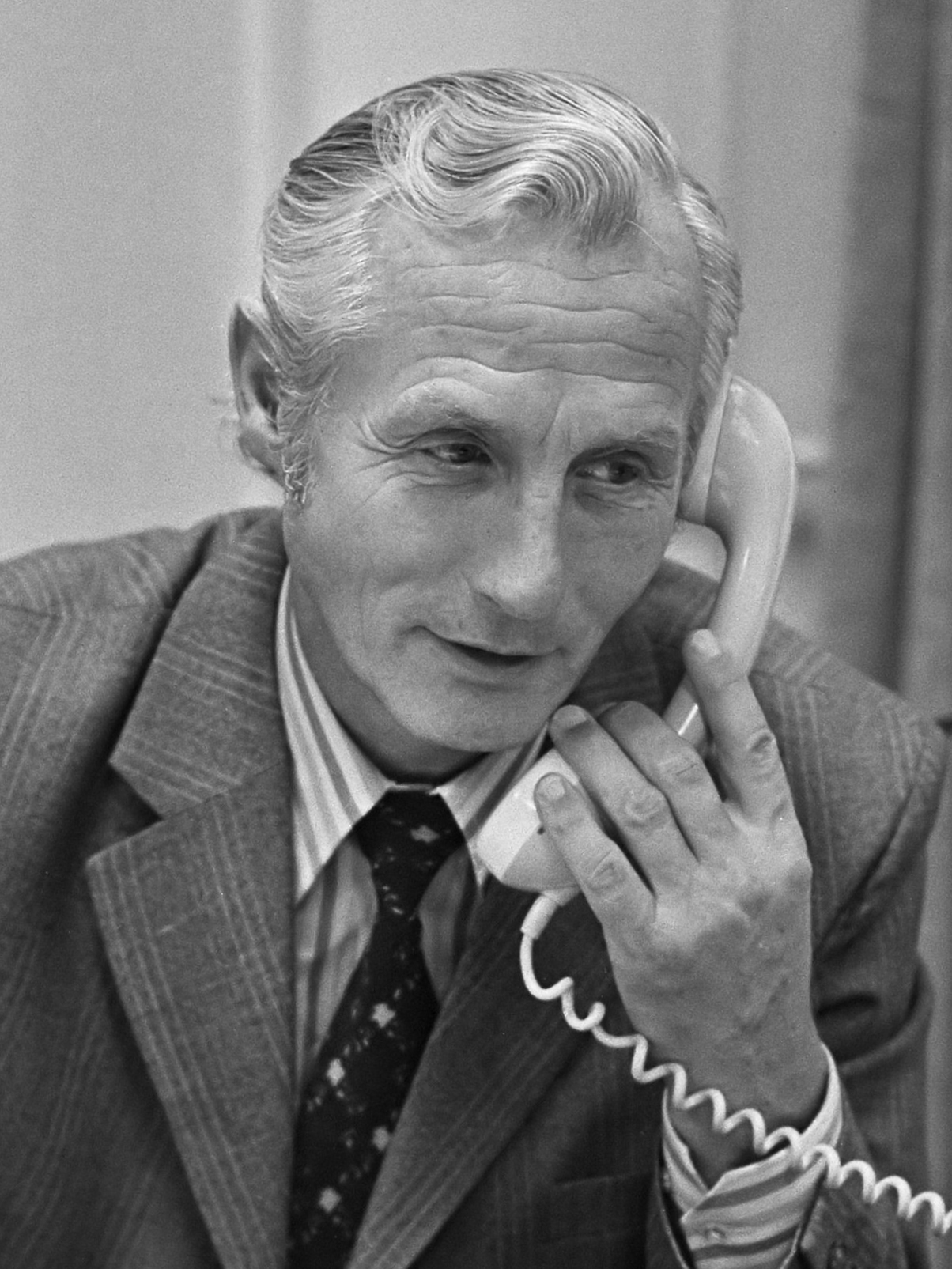
Theo Sanders (1974)

Theodorus Carmelus Josephus (Theo) Sanders (Oldenzaal, 30 juni 1920 – Badhoevedorp, 21 mei 2008) was  een Nederlands politiefunctionaris. Van 1974 tot 1980 was hij in de rang van hoofdcommissaris korpschef van de Gemeentepolitie Amsterdam.
Rond 1946 kwam hij bij de Amsterdamse politie waar hij via de recherche afdeling opklom tot commissaris (ca. 1967) en hoofd van de afdeling bijzondere delicten. Op 1 november 1974 werd Sanders door burgemeester Ivo Samkalden geïnstalleerd als korpschef in de rang van hoofdcommissaris ter opvolging van de met pensioen gaande Piet Jong.
Meer nog dan zijn voorgangers kreeg hij te maken met krakersrellen zoals al in december 1974 en voorjaar 1975 met de Nieuwmarktrellen waar gekraakte panden gesloopt moesten worden voor de aanleg van de Amsterdamse metro. Verder werd hij als hoofdcommissaris geconfronteerd met toenemende problemen rond hasjiesj en heroïne, de Chinese maffia (triades) en daarnaast met corruptie binnen het korps.
Kort voor Sanders in juni 1980 zelf met pensioen ging (zijn opvolging door Jaap Valken stond al vast) kreeg Amsterdam nog te maken met ernstige ongeregeldheden rond de ontruiming van een groot kraakpand in de Vondelstraat waarbij tanks moesten worden ingezet en het kroningsoproer rond de inhuldiging van Beatrix.
In 2008 overleed hij op 87-jarige leeftijd.